# 大宋少年志
《大宋少年志》，2019年中国大陆宋朝古装谍战剧。由芒果影视制作、出品，林国华担任制作总监，王倦担任总编剧，伊峥执导，张新成、周雨彤领衔主演，郑伟、苏晓彤、王佑硕、禾浩辰联合主演。2018年4月1日在浙江横店影视城开机。2019年6月3日在湖南卫视青春进行时首播（6月3日，由于《封神演义》突然撤播，连原定由最后12集剪成的两集精编版大结局都无法播完，临时改播本劇）。

## 播放時間及平台
| 頻道       | 所在地   | 播出日期       | 播出時間                            | 備註                       |
| ---------- | -------- | -------------- | ----------------------------------- | -------------------------- |
| 湖南卫视   | 中国     | 2019年6月3日   | 星期一至三 22:00－23:50（两集连播） | 青春进行时                 |
| 芒果TV     | 中国     | 2019年6月3日   | 星期一至三24:00同步更新2集          |                            |
| 爱奇艺     | 中国     | 2019年6月3日   | 星期一至三24:00同步更新2集          |                            |
| 八度空间   | 马来西亚 | 2019年12月19日 | 星期一至五 20:30 - 21:30            | 亚洲精选                   |
| 广东卫视   | 中国     | 2020年1月19日  | 每晚 19:30－21:15                   |                            |
| 东南卫视   | 中国     | 2020年2月7日   | 每晚 19:30－21:15                   |                            |
| 中天娛樂台 | 臺灣     | 2020年11月3日  | 星期一至五 21:00－22:00             | 20:00-21:00為重播時段      |
| 緯來育樂台 | 臺灣     | 2024年7月16日  | 星期一至五 21:00－22:00             | 8月26日起，改為23:00-24:00 |

## 演員表

### 第七斋
| 演員                        | 配音   | 角色   | 介紹 |
| 张新成                      | 原音   | 元仲辛 | 元家庶子 元仲辛是元家庶子，精通各种江湖把戏、骗术设局以及妙手空空。在尔虞我诈的谍战中，善于设局的元仲辛凭借敏锐的洞察力和机警的头脑，往往能出人意料，出奇制胜。为了救族兄元伯鰭，无奈之下加入秘阁，后在与七斋众人的相处和一次次危险诡谲的任务当中逐渐成长，不仅收获了友谊与爱情，也逐渐成长为独当一面的热血少年。一开始与赵简互看不顺眼，但在一次次的生死后渐渐产生了感情。 |
| 周雨彤                      | 徐佳琦 | 赵简   | 趙王府千金 赵简是皇亲贵胄，有自己的主见。赵简美貌聪慧机敏，样样精通，称得上天之骄女。想用自己的能力逃脱女子身份枷锁，不再成为任何人的附属品，因此加入秘阁。集美貌帥氣於一身，聰慧有責任感。是王宽小时候的娃娃亲对象，但家道没落后因王宽父亲的势利而解除婚约，可生辰帖并未换回。為掌握自己的命運，違背父親離開王府，加入秘閣。夢想是身為女子也能建功立業。一开始，扮作被元仲辛赎回的欢门花魁以此来消除大辽暗探的怀疑，後在一次次出生入死的任務中漸漸喜歡上元仲辛。                                                                         |
| 王佑硕                      | 原音   | 王宽   | 王氏门阀公子 樞密院參知政事之子。人称「麒麟子」的儒雅少年。心思缜密、恪守本心，有极强的原则性。从不说谎，君子如玉。原为太学上等上舍生，元仲辛好友。翩翩正直公子，为人冷静耿直，學識淵博，性格像极了已出家的和尚。他特别聪明，有着超强记忆能力，过目不忘，模仿笔迹更是他的拿手好戏。待元仲辛如弟弟一般，因帮元仲辛救人而被卷入禁军事件，他坚决果敢，惜命更惜名。与赵简有婚约，可因父亲势利的缘故而取消婚约，不过并未换回生辰帖，因此自己还认这门婚事。在赵简否认婚事时，让赵简归还生辰贴以此正式解除婚约。为了元仲辛而加入秘阁。喜歡裴景。 |
| 苏晓彤                      | 帅南   | 裴景   | 渤海遺民 裴景是渤海遗族少女，呆萌可爱，执着。小景虽是渤海遗民，但她生长在大宋，从小被教导宋朝的文化礼仪。裴景知道自己什么都不会，能进入秘阁是因为自己是渤海遗民，身份可利用。但王宽的出现，让她感受到了自己被重视的感觉。虽笨手笨脚且憨憨的，但勇敢且善良。称呼赵简为“赵姐姐”且羡慕她什么都会。喜歡王寬。 |
| 第一季:禾浩辰 第二季:付伟伦 | 彭堯   | 韋原   | 韋衙內 殿前太尉韋太尉之子，為人率真又風趣，且不善于观察局势。因被赵简找来试探并帮助元仲辛，从而认识元仲辛。开封四大纨绔之首。飞扬跋扈，轻佻好色，加入秘阁也是因为只有这个地方男女同校。但他不学无术的外表下隐藏着一颗为国为民的赤子之心，是一个可以为朋友为国家插父亲两刀的耿直男孩。 口頭禪是「知道我是誰嗎？知道我爹是誰嗎？」 |
| 郑伟                        | 原音   | 薛映   | 薛映是军户出身子弟，沉默寡言，自卑敏感，狠辣，脾气暴烈。为了让父母脱离军户，来到开封，加入秘阁。薛映一直玩命般地做任务，目标就是立功得到赦免，让家人脱离军户身份。后来在与七斋众人的相处中逐渐成长，并理解了父母的良苦用心。 |

### 北宋
| 演員         | 配音   | 角色   | 介紹 |
| 佟凡         | 湯水雨 | 陸觀年 | 领职秘阁 崇文院中堂秘阁，藏珍本孤籍。枢密院和中书省合谋，借秘阁之名，建千古未有之书院，遴选天下有才忠贞者汇聚开封，为大宋培养奇才。與韩断章聯手推動挑起大遼內亂。 |
| 高梓淇       | 魏超   | 元伯鰭 | 元家长子，元仲辛长兄 他也是大宋战神，文武双全，武功高强。元伯鳍因祁川寨一役全军覆没而一蹶不振。虽然弟弟元仲辛是庶子，遭元家排斥、瞧不起，但元伯鳍十分维护元仲辛，希望他平安无事、无忧无虑。人稱「邊疆第一戰神」。兩年前祁川寨一战中战败，孤身逃回大宋，被梁竹处处针对。 |
| 隋咏良       |        | 梁竹   | 大宋禁軍總教頭 因与夏的「祈川寨之戰」弟弟犧牲沙場，一直不諒解戰場孤身活下來的元伯鰭，認為是奸細，而處處為難元伯鰭與其弟元仲辛。 |
| 杨洪武       |        | 赵王爷 | 赵简的父亲 希望自己的女儿找个好对象，举办招亲大会，以致元仲辛去邠州。 |
| 杨平友       |        | 韦卓然 | 殿前太尉，韦衙内的父亲 掌管侍衛親軍，配合着大宋演一场戏叛国与夏国的人交易车型炮车图，假死留在了岭南。 |
| 龚思乐       |        | 刘生   | 第五斋斋长 看不起七齋認為只有趙簡才有資格進入密閣。被北宋好战派与韩断章所殺。 |
| 李鵬飛       |        | 帝江   | 第五斋，劉生好友，臉部被灼傷而戴面具。帝江並非真名而是劉生所取，是劉生將其帶出黑暗。為了替劉生報仇而被北宋好战派与韩断章所殺。 |
| 楊山         |        | 陳工   | 弓弩院一級技師，繪製會炸膛車行砲圖紙後而為大宋犧牲自己自殺。 |
| 李晓川       | 赵铭洲 | 老贼   | 见钱眼开的泼皮无赖，经营赌坊，手下耳目众多，为第七斋授课。 |
| 侯斯哲       |        | 田虎   | 禁军驛館护卫，为人天真，直憨。因受命保护霍宇光，与其一同被韩断章所殺。 |
| 冯齐         |        | 素星桥 | 牢城營矿洞的‘山鬼’汴水渠两万水运船工之首。 |
| 王争         |        | 秦无涯 | 武威军都尉。 |
| 冉唯群       |        | 吕简   | 原型为吕夷简，北宋政治家，名相，太尉。 |
| 于子寬       |        | 周懸   | 邠州副都指揮使。 |
| 只在剧里提及 |        | 官家   | 推测庆历年间，宋仁宗赵祯。 |

### 大遼（契丹族）
| 演員         | 配音 | 角色     | 介紹 |
| 徐伟栋       |      | 霍宇光   | 遼國校尉。重啟被抄查的大遼暗兵處。奉命刺殺雲霓郡主。被韩断章所殺。 |
| 卢庆辉       |      | 韩断章   | 大遼北院惕隱都監。率領大遼暗兵處，前往開封執行秘密任務。真实身份为渤海遺民大延琳之子，在真正的韩断章死后顶替其身份，為了復仇復國與陸觀年聯手推動挑起大遼內亂。後被陸觀年所殺。 |
| 刘美含       | 劉晴 | 雲霓郡主 | 遼国郡主，大宋皇后舉辦壽宴，受邀隨大遼使團前往大宋獻舞。為小景去大遼時的舊識。得知自己被和亲后，为免引发大辽内乱，自杀。                                                       |
| 徐紫茵       |      | 小花     | 假雲霓郡主，實為雲霓郡主貼身護衛侍女。被韩断章所殺。 |
| 只在剧里提及 |      | 雲安親王 | 鎮守遼與宋邊境領地，雲霓郡主親兄長。 |

### 西夏（党项族）
| 演員         | 配音 | 角色            | 介紹 |
| 闫肃         | 趙震 | 丁二 / 米禽牧北 | 開封牢城營的犯人，西夏右厢军少年将军，西夏皇太子宁令哥部将，相貌清秀俊美，深明世故，才智超群，精于算计，和元仲辛一直斗智斗勇，對趙簡有好感。 |
| 李允傲       |      | 细封云          | 西夏暗探，後被刘生射殺。 |
| 只在剧里提及 |      | 袁昊            | 原型为李元昊， 西夏开国皇帝，夏景宗。 |
| 只在剧里提及 |      | 宁令哥          | 原型为李元昊次子，为皇太子。 |

## 電視原聲帶
| 大宋少年志 影视原声带 | 大宋少年志 影视原声带 | 大宋少年志 影视原声带 | 大宋少年志 影视原声带 | 大宋少年志 影视原声带 | 大宋少年志 影视原声带 |
| 曲序                  | 曲目                  |                       | 作曲                  | 编曲                  | 演唱                  |
| --------------------- | --------------------- | --------------------- | --------------------- | --------------------- | --------------------- |
| 1.                    | 少年志（主題曲）      | 苑亿、吉阳            | Evening Scandal       | Evening Scandal       | VOGUE 5               |
| 2.                    | 借一束光（片尾曲）    | 樊帆                  | 胡臻                  | 胡臻                  | 圈9                   |
| 3.                    | 献世（宣傳曲）        | 三颇                  | 梁程                  | 张宗炜                | 張陽陽                |
| 4.                    | 夢想的模樣（插曲）    | 苑亿                  | 胡臻                  | 胡臻                  | 张新成                |

## 收視率
| 中国 湖南卫视 首播收视率 |               |          |          |          |           |           |           |           |           |           |                                                  |
| 集數                     | 播出日期      | CSM55/59 | CSM55/59 | CSM55/59 | CSM全国网 | CSM全国网 | CSM全国网 | CSM16省网 | CSM16省网 | CSM16省网 | 備註                                             |
| 集數                     | 播出日期      | 收視率   | 收視份額 | 排名     | 收視率    | 收視份額  | 排名      | 收視率    | 收視份額  | 排名      | 備註                                             |
| 1-2                      | 2019年6月3日  | 0.948    | 7.747    | 7        | 0.44      | 4.62      | 7         | 0.495     | 4.801     | 4         |                                                  |
| 3-4                      | 2019年6月4日  | 0.676    | 5.795    | 7        | 0.38      | 4         | 8         | 0.371     | 3.794     | 5         |                                                  |
| 5-6                      | 2019年6月5日  | 0.878    | 7.904    | 7        | 0.45      | 5         | 6         | 暫缺      | 暫缺      | 暫缺      |                                                  |
| 7-8                      | 2019年6月10日 | 0.842    | 7.124    | 7        | 0.29      | 2.98      | 9         | 0.313     | 3.105     | 6         |                                                  |
| 9-10                     | 2019年6月11日 | 0.773    | 6.522    | 7        | 0.32      | 3.44      | 9         | 暫缺      | 暫缺      | 暫缺      |                                                  |
| 11-12                    | 2019年6月12日 | 0.724    | 6.23     | 8        | 0.33      | 3.44      | 9         | 0.285     | 2.736     | 9         |                                                  |
| 不適用                   | 2019年6月14日 | 不適用   | 不適用   | 不適用   | 不適用    | 不適用    | 不適用    | 不適用    | 不適用    | 不適用    | CCTV-8《無名卫士》完結，《老虎隊》同日開播       |
| 13-14                    | 2019年6月17日 | 0.836    | 7.341    | 5        | 0.34      | 3.81      | 9         | 0.34      | 3.561     | 6         |                                                  |
| 15-16                    | 2019年6月18日 | 0.764    | 6.604    | 6        | 0.3       | 3.25      | 11        | 暫缺      | 暫缺      | 暫缺      |                                                  |
| 17-18                    | 2019年6月19日 | 0.892    | 7.525    | 5        | 0.35      | 3.75      | 8         | 0.416     | 4.199     | 4         |                                                  |
| 19-20                    | 2019年6月24日 | 0.752    | 6.585    | 8        | 0.36      | 3.9       | 12        | 0.399     | 4.205     | 7         |                                                  |
| 21-22                    | 2019年6月25日 | 0.724    | 6.198    | 6        | 0.34      | 3.74      | 10        | 暫缺      | 暫缺      | 暫缺      |                                                  |
| 23-24                    | 2019年6月26日 | 0.828    | 7.442    | 7        | 0.42      | 4.56      | 9         | 0.449     | 4.593     | 4         |                                                  |
| 不適用                   | 2019年6月29日 | 不適用   | 不適用   | 不適用   | 不適用    | 不適用    | 不適用    | 不適用    | 不適用    | 不適用    | CCTV-8《老虎隊》完結                             |
| 不適用                   | 2019年6月30日 | 不適用   | 不適用   | 不適用   | 不適用    | 不適用    | 不適用    | 不適用    | 不適用    | 不適用    | CCTV-8《那片花那片海》開播                       |
| 25-26                    | 2019年7月1日  | 0.939    | 7.064    | 7        | 0.37      | 4.49      | 9         | 0.378     | 4.36      | 6         |                                                  |
| 27-28                    | 2019年7月2日  | 0.866    | 7.472    | 6        | 0.39      | 4.14      | 8         | 暫缺      | 暫缺      | 暫缺      |                                                  |
| 29-30                    | 2019年7月3日  | 0.751    | 6.517    | 6        | 0.3       | 3.25      | 10        | 0.351     | 3.577     | 6         |                                                  |
| 31-32                    | 2019年7月8日  | 0.841    | 7.169    | 6        | 0.3       | 3.11      | 9         | 0.318     | 3.22      | 8         |                                                  |
| 33-34                    | 2019年7月9日  | 0.861    | 7.326    | 8        | 0.41      | 4.23      | 9         | 暫缺      | 暫缺      | 暫缺      |                                                  |
| 35-36                    | 2019年7月10日 | 0.931    | 7.624    | 4        | 0.38      | 3.72      | 7         | 0.435     | 4.221     | 5         |                                                  |
| 不適用                   | 2019年7月11日 | 不適用   | 不適用   | 不適用   | 不適用    | 不適用    | 不適用    | 不適用    | 不適用    | 不適用    | CCTV-8《那片花那片海》完結，《花开时节》同日開播 |
| 37-38                    | 2019年7月15日 | 0.858    | 7.094    | 6        | 0.34      | 3.45      | 8         | 0.389     | 3.8       | 5         |                                                  |
| 39-40                    | 2019年7月16日 | 0.851    | 7.145    | 6        | 0.36      | 3.82      | 9         | 0.37      | 3.75      | 6         | 浙江《九州缥缈录》複播                           |
| 41-42                    | 2019年7月17日 | 0.971    | 8.128    | 5        | 0.38      | 3.95      | 8         | 0.404     | 4.128     | 5         |                                                  |
| 平均收視                 | 平均收視      |          |          | 不適用   |           |           | 不適用    |           |           | 不適用    |                                                  |

1. 同时段或交叉时段主要节目：
  - CCTV-8：《無名卫士》／《老虎隊》／《那片花那片海》／《花开时节》
  - 浙江：《九州缥缈录》
2. 数据由广视索福瑞提供，调查范围为四岁以上之观众。
3. 以上收视排名包括央视在内。CSM16省网排名不含央视
4. 收視最低的集數以藍色表示，收視最高的集數以紅色表示
5. 自2019年7月1日起，城市组新增秦皇岛、南充、岳阳、金华测量仪数据，CSM55变更为CSM59
6. 资料来源：卫视这些事儿、TV未知数、数据狮、卫视走光了